# Dendroaspis viridis
Il mamba verde occidentale (Dendroaspis viridis) è uno dei serpenti più velenosi al mondo, lo si trova nell'Africa occidentale, in Liberia e in Costa d'Avorio e vive principalmente sugli alberi.
Il nome mamba verde indica,  insieme a questa specie, anche il congenere Dendroaspis angusticeps  (mamba verde orientale) , il  Dendroaspis intermedius (mamba verde del west) e il dendroaspis jamesoni  (mamba verde di jameson)